# Grabhügel bei Wallersberg
Koordinaten: 50° 2′ 58,1″ N, 11° 12′ 51,7″ O
Der Grabhügel bei Wallersberg ist ein hallstattzeitliches Hügelgrab nordwestlich von Wallersberg in der oberfränkischen Stadt Weismain. Das Grab hat den Schutzstatus eines Bodendenkmals und wird vom Bayerischen Landesamt für Denkmalpflege unter der Denkmalnummer D-4-5933-0075 geführt.

## Lage und Beschreibung
Der Grabhügel befindet sich etwa 200 m nordöstlich der Wallersberger Kapelle St. Katharina an der Straße nach Mosenberg. Der Hügel ist etwa 1,5 Meter hoch und hat einen Durchmesser von rund 19,5 Metern. Außen ist er von einem Steinkranz begrenzt.

## Entdeckung, Ausgrabung und historische Einordnung
Das Hügelgrab wurde 1840 von dem Pfarrer Lukas Hermann (1807–1863) aus Isling entdeckt. Bei seinen Ausgrabungen wurden insgesamt zehn Bestattungen in dem Hügel festgestellt. Zu den Fundstücken zählten eine spätbronzezeitliche Nadel (1300/1200 v. Chr.) an einem Skelett, ein Fingerring, ein goldener Ring, das Bruchstück eines Halsschmucks, einige Urnen mit Kiessand und Tierknochen, jedoch nur wenig Gefäßscherben. Das Hügelgrab wurde in der späten Bronzezeit angelegt. Etwa 500–700 Jahre später am Ende der Hallstattzeit wurde es geöffnet und erneut als Grabstelle verwendet. Es fanden sich menschliche Überreste und Fundstücke beider Epochen.
Hermann veröffentlichte die Aufzeichnungen, Zeichnungen und Ergebnisse aller von ihm von 1836 bis 1842 durchgeführten und selbstfinanzierten Grabungen an Grabhügeln in den Landgerichtsbezirken Lichtenfels, Scheßlitz und Weismain, so dass der Wallersberger Grabhügel außergewöhnlich gut dokumentiert ist.